# Plaza Italia (línea D del subte de Buenos Aires)
La estación Plaza Italia forma parte de la línea D de la red de subterráneos de la Ciudad de Buenos Aires. La estación fue construida por la compañía española CHADOPyF e inaugurada el 29 de diciembre de 1938. Se encuentra ubicada debajo de la Avenida Santa Fe adyacente a Plaza Italia, entre las calles Jorge Luis Borges y Thames, en el barrio de Palermo.
Posee una tipología subterránea con un andén central y dos vías, vestíbulo intermedio, acceso mediante escaleras y servicio de Wi-Fi público. El proyecto de las futuras líneas F e I contempla que la línea D combine con aquellas en esta estación.

## Historia
En 1997 esta estación fue declarada Monumento Histórico Nacional.
El 20 de noviembre de 2014, la estación estrenó por primera vez la nueva señalética de la red de subterráneos. También se colocaron nuevas luminarias con mayor poder lumínico. En 2006 ya había sido la primera estación en estrenar el actual diseño de las bocas de acceso.

### Accidente de 1985
El 26 de marzo de 1985 una formación de cuatro coches Fiat Materfer partió de Plaza Italia rumbo a la estación Catedral. A las 16:30 (hora local) una falla en el sistema de cambios produjo que la formación descarrilara, chocando contra la pared del túnel de la estación Plaza Italia. Cuatro personas fallecieron en el accidente, entre ellas el conductor del tren. Tres víctimas fallecieron en el acto, mientras que la cuarta víctima falleció en el Hospital Fernández. El accidente también dejó 35 heridos, de los cuales 14 fueron de gravedad. Fue el accidente más grave de la historia de la línea D.

## Decoración
Construida por la CHADOPyF en la década de 1930, la estación Plaza Italia se encuentra adornada con numerosos murales cerámicos instalados tanto en su andén como en sus dos boleterías. En el piso de su andén central se encuentra un mural basado en un boceto del famoso pintor argentino Benito Quinquela Martín del año 1939, realizado por Constantino Yuste, llamado La descarga de los convoyes y cuyas medidas son 6,35 x 4,23 metros. En dirección a las escaleras que llevan al nivel superior, una de sus arcadas está decorada con el mural Capilla en la sierra basado en un boceto de Fray Guillermo Butler y realizado por Cattaneo y Compañía, cuyas medidas son 10,10 x 2,5 metros.
El vestíbulo oeste posee dos murales también realizados por Cattaneo y Cia. Uno de ellos está basado en bocetos de 1938 de Leónie Matthis de Villar e incluye las escenas Besamanos de los caciques, La visita del gobernador y Casamientos colectivos, y sus medidas son 3,5 x 2,15 metros; mientras que el otro se titula La Iglesia del Pilar, siglo XIX, está basado en bocetos de José Millé de 1938 y sus medidas son 3,6 x 2,15 metros.
En 1997, a pesar de la declaración de Monumento Histórico, el concesionario Metrovías decidió la remodelación de los dos vestíbulos de la estación, que perdieron su decoración original de azulejos coloreados.

## Hitos urbanos
Se encuentran en las cercanías de esta:
- Predio de exposiciones La Rural de la Sociedad Rural Argentina
- Zoológico de Buenos Aires
- Jardín Botánico de Buenos Aires
  - Escuela Técnica de Jardíneria Cristóbal M. Hicken
- La zona de Palermo Viejo
  - Plaza Serrano.
- Plaza Italia
- Embajada de Estados Unidos
- Comisaría N°23 de la Policía Federal Argentina
- Escuela de Educación Especial N.º 26 Dr. Jorge Garber
- Escuela Primaria Común N.º 20 Carlos María Biedma
- Biblioteca Popular William C. Morris
- Museo Evita
  - Instituto Nacional de Investigaciones Históricas Eva Perón

## Imágenes

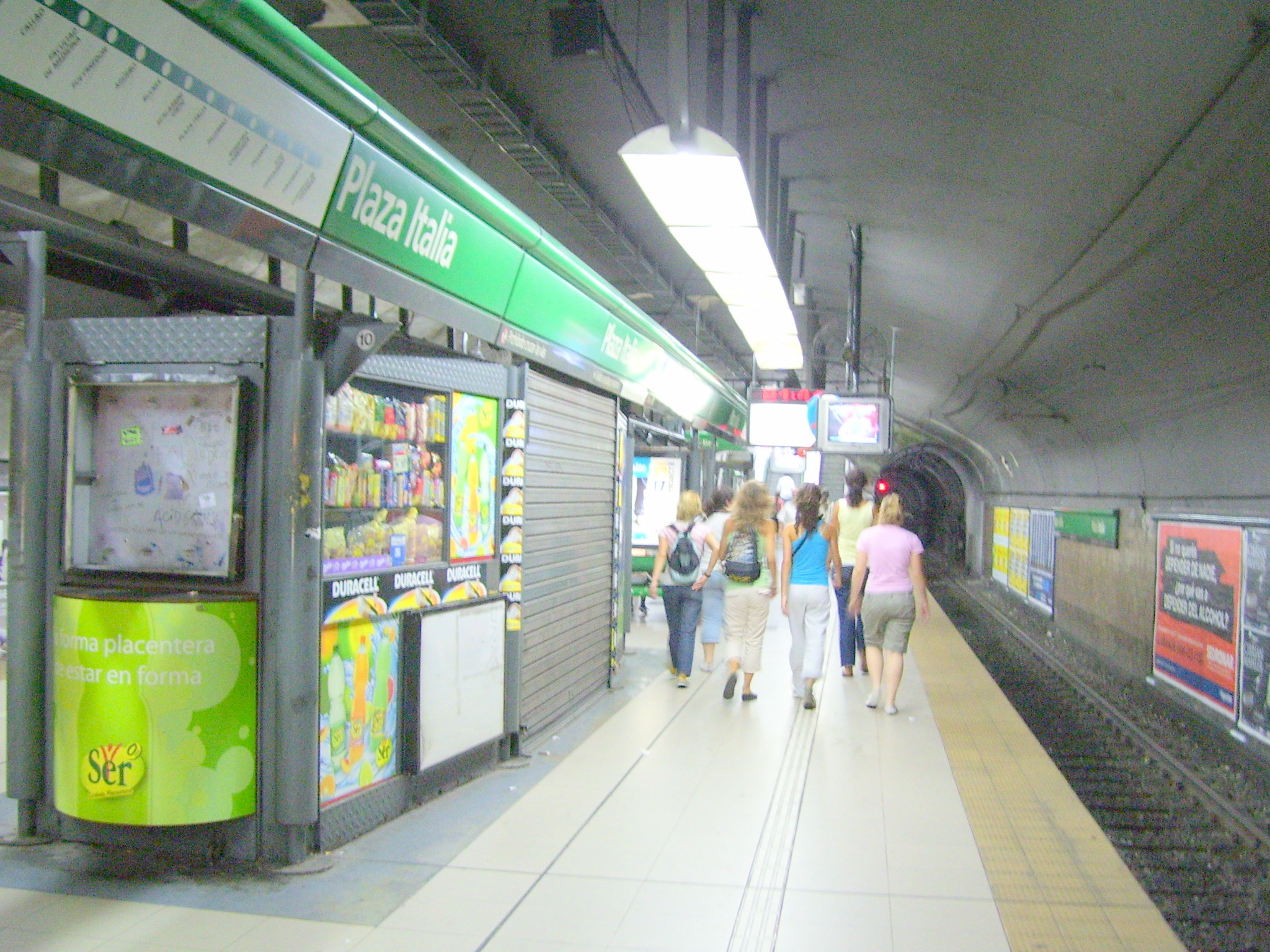
Otra vista del andén en 2007.
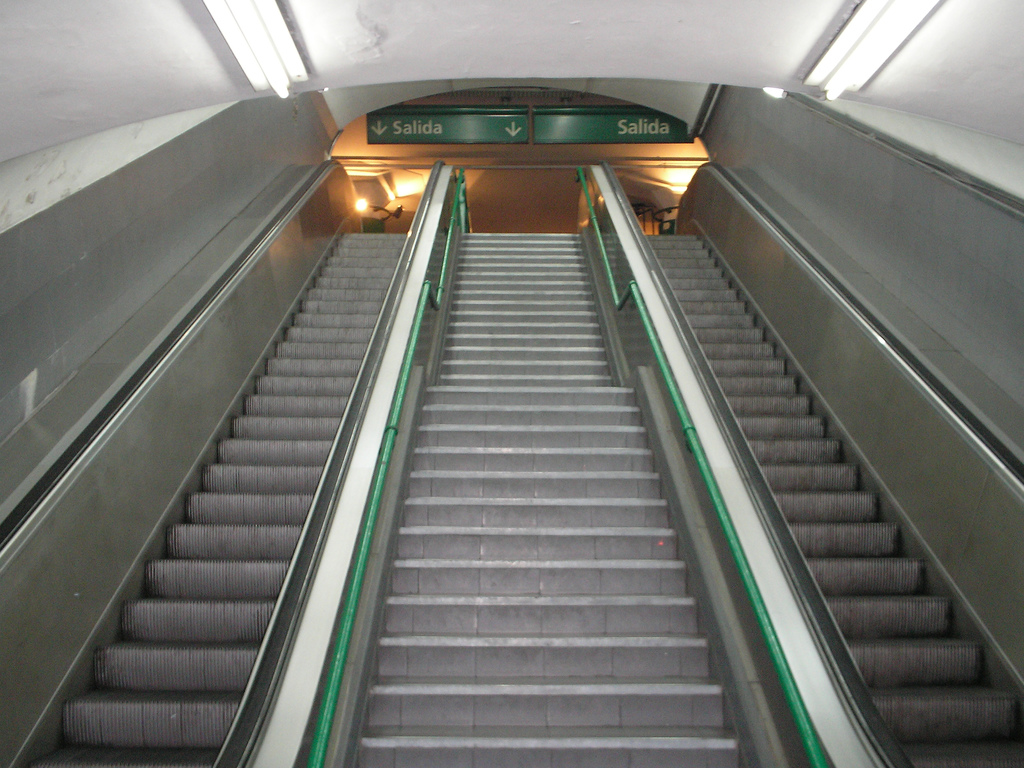
Escaleras de acceso.
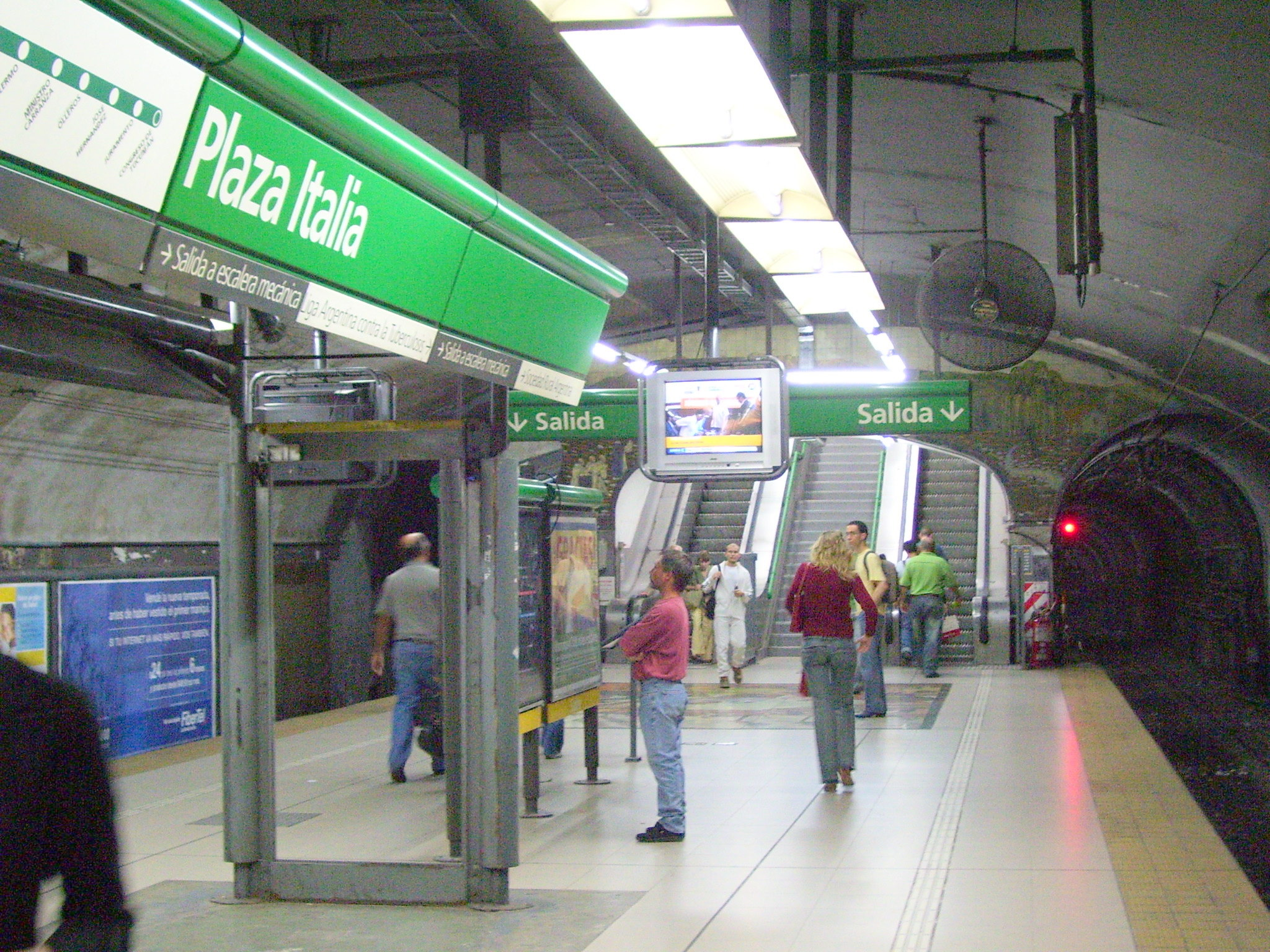
Extremo norte del andén en 2007.
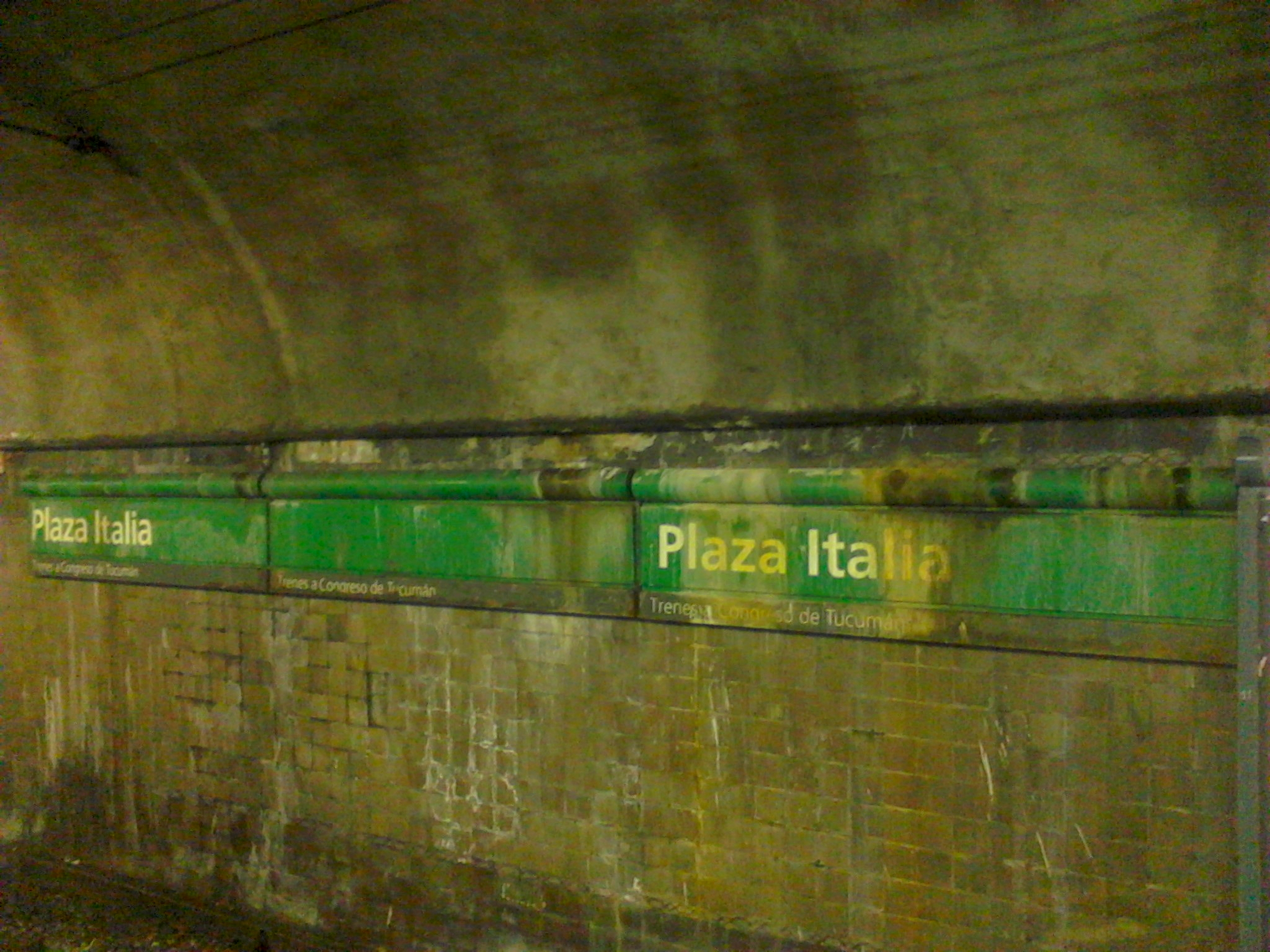
Antigua señaletica.
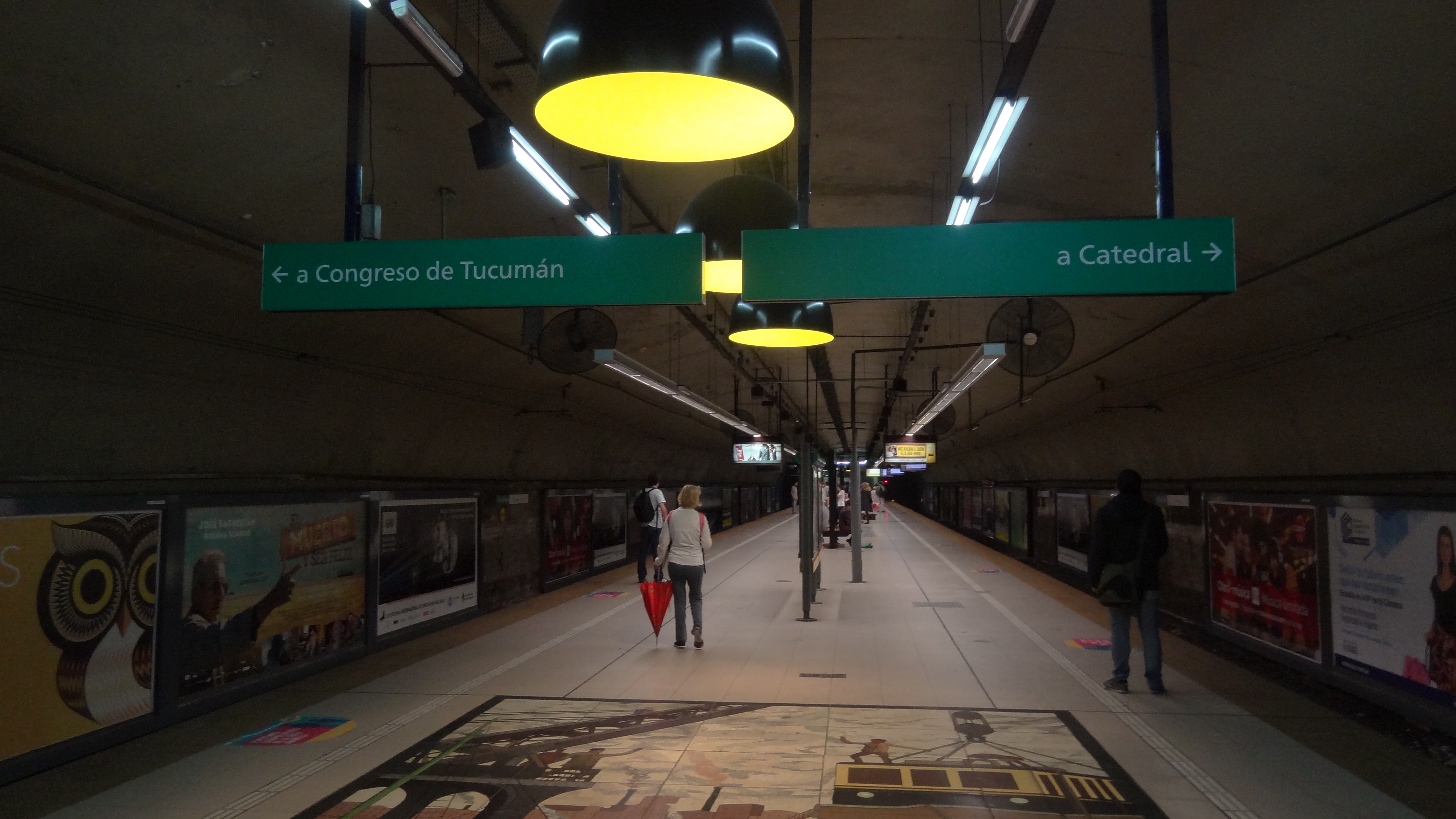
Señaletica colocada en 2014.
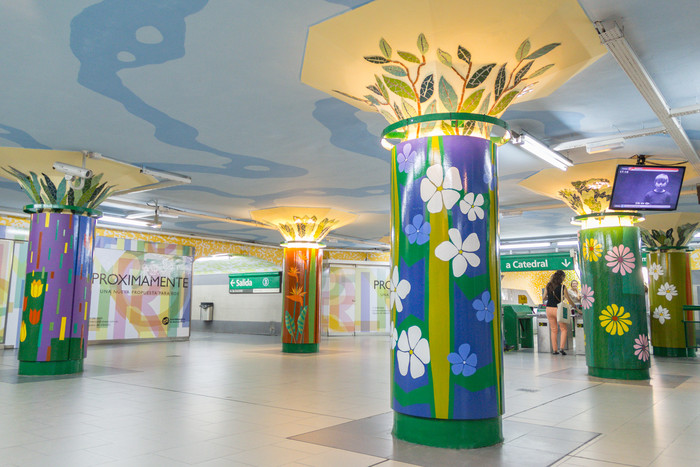
Decoración en el vestíbulo.